# Akkastjärnen (Jokkmokks socken, Lappland)
Akkastjärnen (lulesamiska Áhkásjjávrásj) är en sjö i Jokkmokks kommun i Lappland och ingår i Luleälvens huvudavrinningsområde.